# 1144 Ода
1144 Ода (енгл. 1144 Oda) је астероид са пречником од приближно 57,59 .
Афел астероида је на удаљености од 4,113 астрономских јединица (АЈ) од Сунца, а перихел на 3,393 АЈ.
Ексцентрицитет орбите износи 0,095, инклинација (нагиб) орбите у односу на раван еклиптике 9,741 степени, а орбитални период износи 2655,940 дана (7,271 година).
Апсолутна магнитуда астероида је 10,00 а геометријски албедо 0,053.
Астероид је откривен 28. јануара 1930. године.